# Walter Johnson
Walter Perry Johnson (ur. 6 listopada 1887, zm. 10 grudnia 1946) – amerykański baseballista, który występował na pozycji miotacza przez 21 sezonów w Washington Senators.

## Życiorys
Johnson po ukończeniu szkoły średniej w wieku 17 lat grał w półzawodowej lidze Idaho State League. 9 czerwca 1907 rozegrał perfect game. Podczas występów w niższej lidze był obserwowany przez menadżera Washington Senators Joe Cantillona, który w lipcu sprowadził go do zawodowego klubu. 2 sierpnia 1907 zadebiutował w Major League Baseball w przegranym 2–3 meczu przeciwko Detroit Tigers, w którym od dwóch sezonów występował Ty Cobb. Na otwarcie nowego sezonu 1910 pierwszy uroczysty rzut do Johnsona wykonał ówczesny prezydent Stanów Zjednoczonych William Taft (był pierwszą głową państwa, który wykonał pierwszy rzut).
W 1912 roku Johnson zanotował 32 zwycięstwa, uzyskał ERA 1,32 oraz 303 strikeoutów i w głosowaniu do nagrody dla najbardziej wartościowego zawodnika sezonu zajął 3. miejsce. Rok później przyznano mu nagrodę Chalmers Award (36 zwycięstw, 1,14 ERA, 243 SO, 29 pełnych meczów, 11 shutoutów. W sezonie 1916 rozegrał 369⅔ inningów, w którym nie dopuścił do zdobycia home runa przez drużynę przeciwną (rekord do dziś nie pobity). 1 lipca 1920 w meczu przeciwko Boston Red Sox rozegrał no-hittera.
W sezonie 1924 został po raz drugi w karierze wybrany MVP American League, przy statystykach: W–L 23–7, ERA 2,72, 158 strikeouts, a Washington Senators z bilansem 92–62 awansował do World Series; ich przeciwnikiem był New York Giants. W pierwszym meczu, w którym Senators ulegli 3–4, Johnson rozegrał 12 inningów. W piątym ponownie rozpoczął mecz, jednak Senators po raz kolejny przegrali. W siódmym meczu wszedł jako rezerwowy w 9. inningu przy stanie 3–3. W 12. inningu Muddy Ruel zdobył zwycięskiego runa i Senators wygrali World Series. Rok później zespół z Waszyngtonu ponownie awansował do World Series, jednak uległ w nich Pittsburgh Pirates 3–4.
W 1927 w okresie przygotowawczym do nowego sezonu doznał złamania nogi, w wyniku uderzenia piłką. Po zakończeniu kariery był menadżerem Senators i Cleveland Indians. W 1936 roku został członkiem Galerii Sław Baseballu. W późniejszym okresie zajmował się polityką; był między innymi Komisarzem Hrabstwa Montgomery w stanie Maryland i startował z niepowodzeniem w wyborach do Kongresu Stanów Zjednoczonych. Zmarł na nowotwór mózgu 10 grudnia 1946 w wieku 59 lat.

## Nagrody i wyróżnienia
| Nagroda/wyróżnienie                      | Lata                               | Źródło |
| 2× MVP American League                   | 1913, 1924                         | [ 11 ] |
| Zwycięzca w World Series                 | 1924                               | [ 12 ] |
| 11 sezonów z ERA poniżej 2,00            |                                    | [ 13 ] |
| 3 sezony z 30 lub więcej zwycięstwami    |                                    | [ 13 ] |
| 12× zwycięzca w klasyfikacji strikeoutów | 1910, 1912–1919, 1921, 1923, 1924  | [ 14 ] |
| 6× zwycięzca w klasyfikacji zwycięstw    | 1913, 1914, 1915, 1916, 1918, 1924 | [ 15 ] |
| 5× zwycięzca w klasyfikacji ERA          | 1912, 1913, 1918, 1919, 1924       | [ 16 ] |
| 3× MLB Triple Crown                      | 1913, 1918, 1924                   | [ 17 ] |
| Major League Baseball All-Century Team   |                                    | [ 18 ] |
| Baseball Hall of Fame                    | od 1936                            | [ 10 ] |